# Baume et Mercier
Baume & Mercier é uma empresa suíça relógios de luxo fundada em 1830. É uma subsidiária do conglomerado de luxo Richemont.

## História

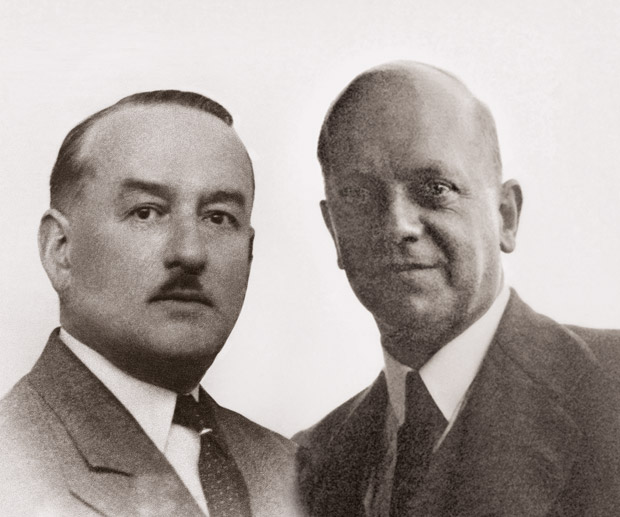
Paul Mercier e William Baume

A Baume & Mercier foi fundada como "Frères Baume" em 1830 pelos irmãos Louis-Victor e Célestin Baume, que abriram um comércio de relógios em Les Bois, um vilarejo no Jura Suíço. O fabricante suíço de relógios expandiu internacionalmente estabelecendo uma filial em Londres em 1921 sob o nome "Baume Brothers", o que levou à expansão no Império Britânico. Ao final do século XIX, a empresa tinha estabelecido uma reputação internacional e seus relógios tinham estabelecido recordes de precisão e ganho uma quantidade de competições de marcação de tempo.
Em 1918, o diretor da empresa William Baume fez uma parceria com Paul Mercier para fundar a "Baume & Mercier" em Genebra. A firma se tornou especializada na fabricação de relógios de pulso, modelos com "formas" particularmente não convencionais que não tinham o formato tradicional redondo. Em 1919, a Baume & Mercier recebeu o Punção de Genebra, o mais alto destaque internacional de todos os tempos para a excelência na fabricação de relógios.
Durante os "Roaring Twenties", a marca adotou a emancipação das mulheres. Nos anos 40, a Baume & Mercier lançou um número de coleções de modernos relógios femininos, mas notavelmente o Marquise.
Nos anos 70, a Baume & Mercier apresentou relógios modelados como os modelos Galaxie e Stardust. Em 1973, a Baume & Mercier apresentou o Riviera, um dos primeiros relógios esportivos de aço do mundo. Em 1988, o fabricante suíço de relógios se juntou ao grupo Richemont.
Atualmente, a marca oferece as coleções Clifton, Classima e Hampton para homens e mulheres,  a coleção Capeland para homens e as coleções Linea e Promesse para mulheres. Em 2015, Baume & Mercier incrementou sua oferta de relógios esportivos ao firmar uma parceria com o prestigioso fabricante de carros de corrida Carroll Shelby International. A companhia oferece a edição limitada de modelos "Shelby Cobra" , concebido para carros esportivos, nas coleções Capeland e Clifton.

## Embaixadores

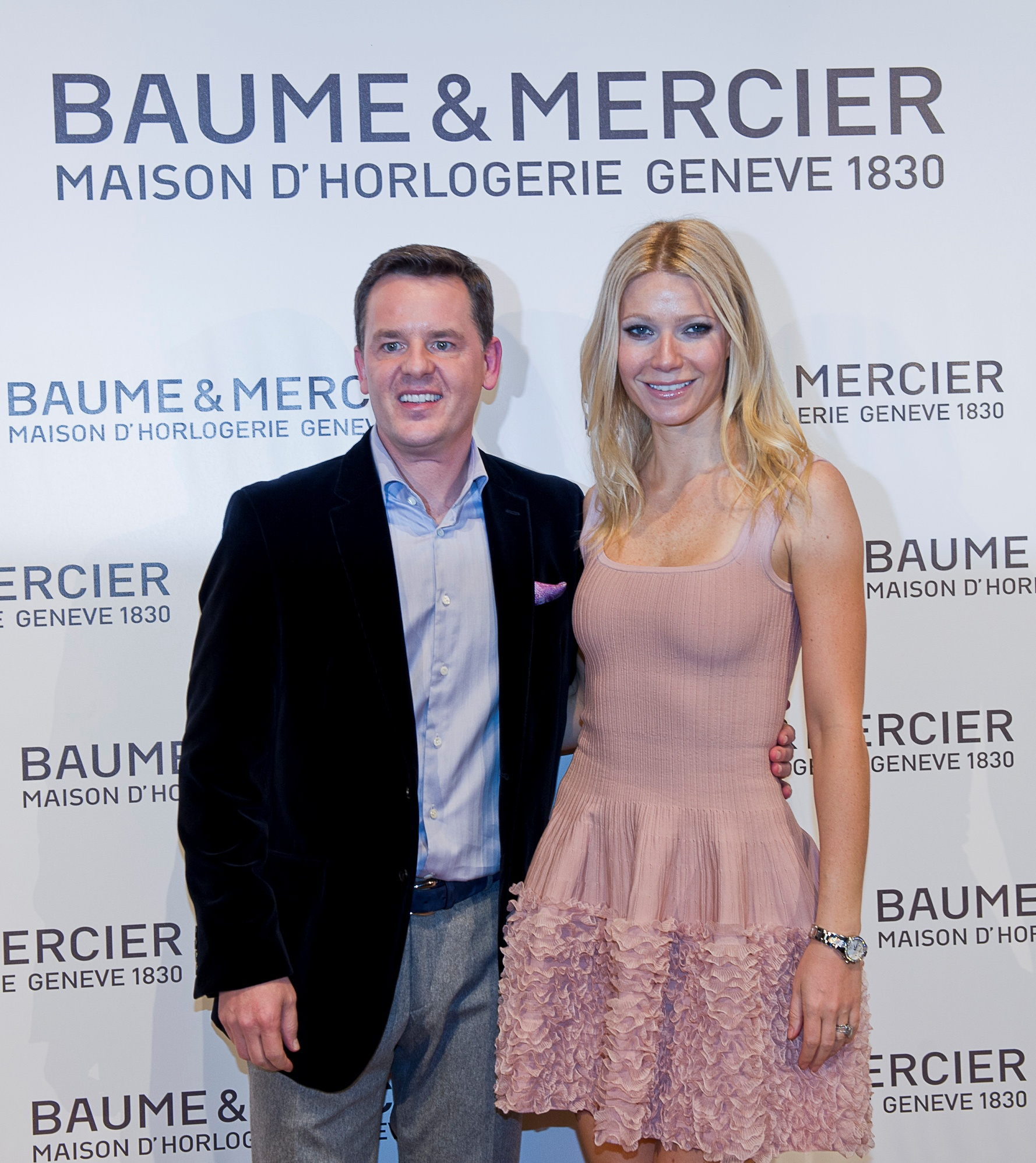
Alain Zimmermann e Gwyneth Paltrow

Os embaixadores celebridades da Baume & Mercier incluíram Gwyneth Paltrow, Emmanuelle Chriqui, Andy Garcia, Gary Sinise, Ashton Kutcher, David Duchovny, Teri Hatcher, Kim Basinger, Evangeline Lily, e Kiefer Sutherland. A campanha "Baume & Mercier & Me" de endosso de celebridades foi usada para levantar dinheiro para caridade. Em dezembro de 2015, o ator, cantor e modelo chinês Chen Kun se tornou um famoso embaixador da Baume & Mercier, ao usar um relógio da coleção Clifton na sua campanha  de apresentação.

## Coleção atual
Os modelos atuais na coleção da Baume & Mercier:
- Hampton – coleção de formato retangular vintage baseada nos relógios Baume & Mercier dos anos 40 no estilo Art déco[13]
- Capeland – coleção vintage cronógrafo[14]
- Classima – coleção minimalista de relógios clássicos
- Linea – coleção feminina com pulseiras intercambiáveis[15]
- Clifton – coleção vintage baseada nos relógios Baume & Mercier dos anos 50[16][17]
- Promesse – coleção feminina elegante inspirada nos modelos da década de 1970, com moldura oval ao redor de um mostrador redondo[18]

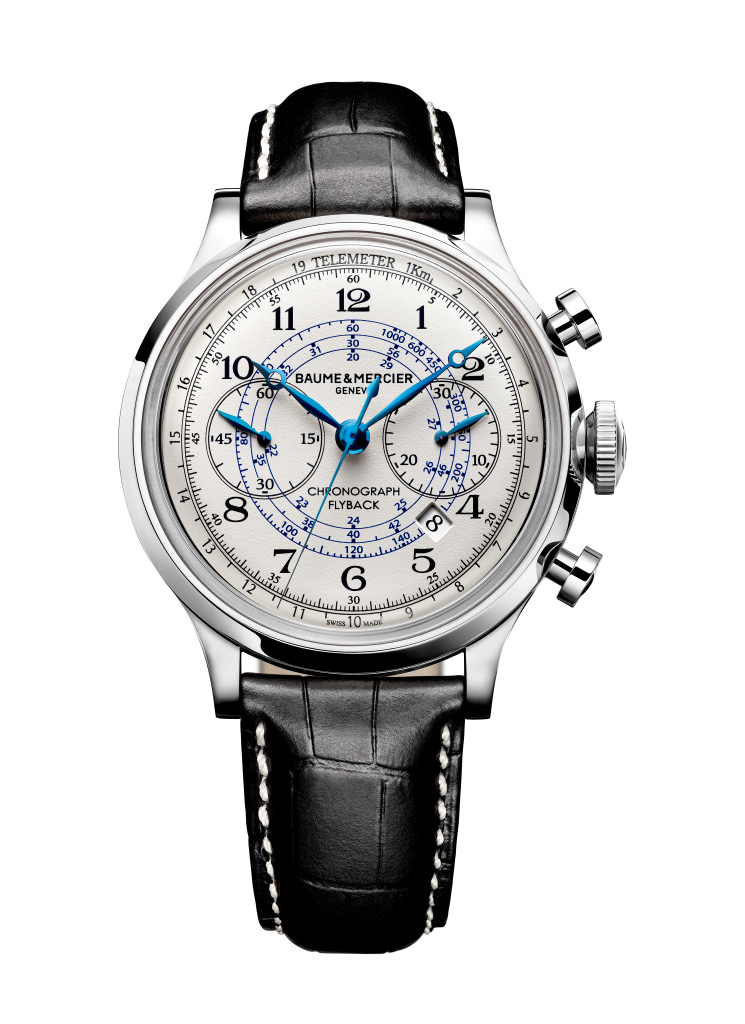
Modelo de relógio Capeland
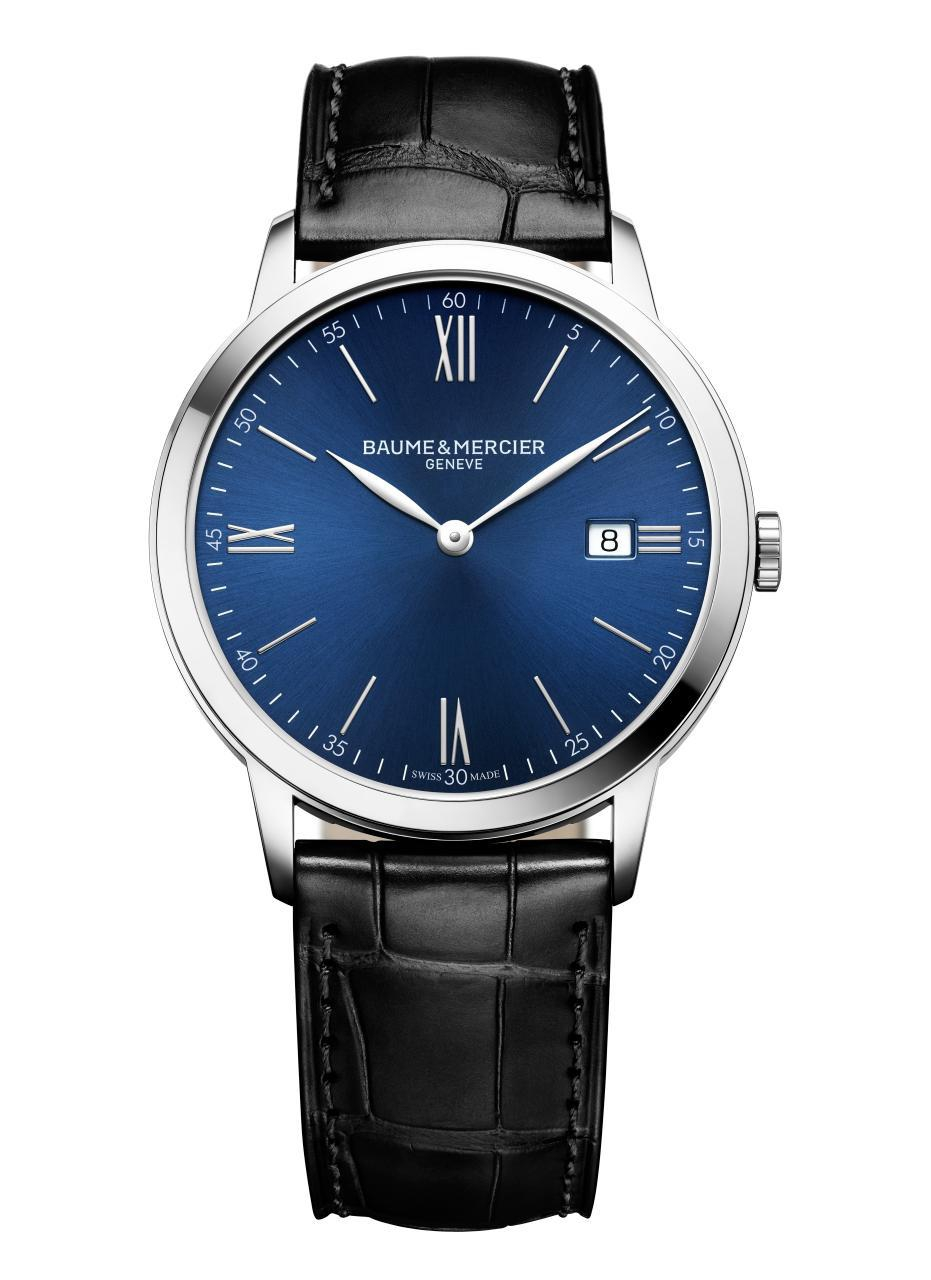
Classima 10324
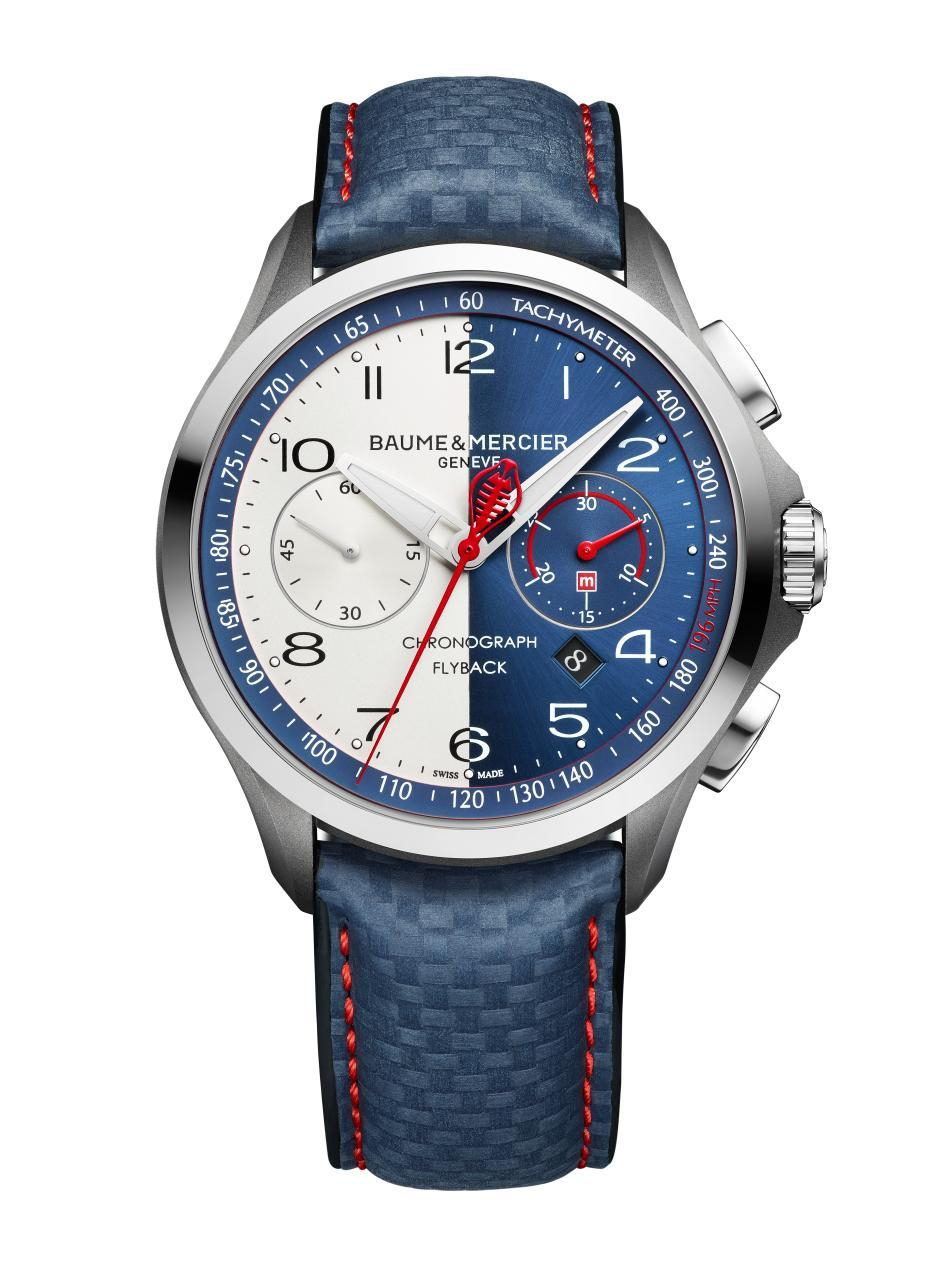
Clifton Club Shelby Cobra 10344
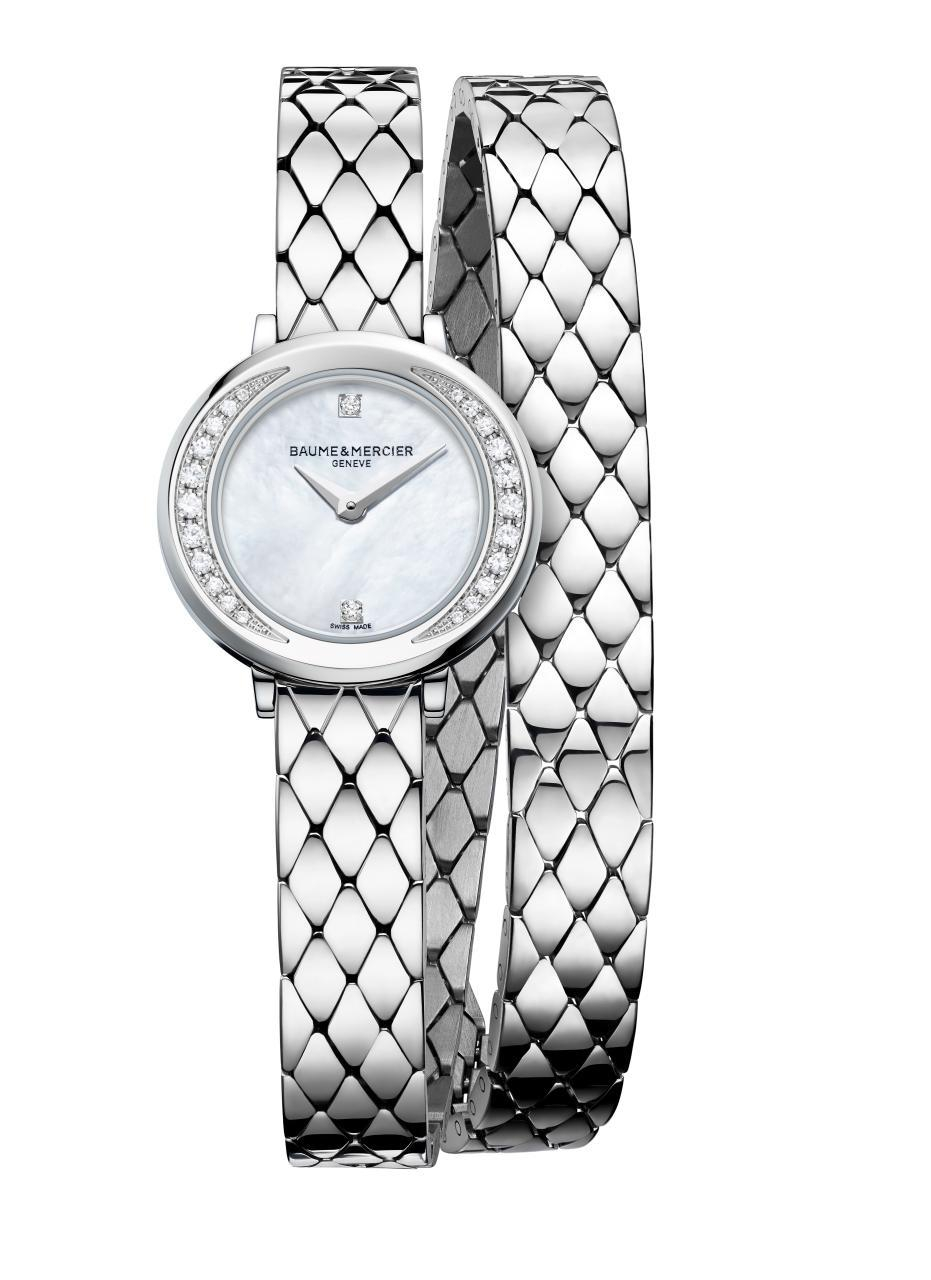
Petite Promesse 10289

## Precificação
Com um preço médio de venda entre 2.000 e 5.000 dólares, os relógios Baume & Mercier estão na faixa média do segmento do mercado de relógios de luxo.
Em 2016, Baume & Mercier passou a apresentar ofertas mais em conta, abaixo de 1.000 dólares ao lançar os modelos  "My Classima", uma subcoleção da coleção de relógios clássicos Classima.

## Coleções anteriores
- Riviera – coleção de cronógrafos esportivos. Para comemorar o jogo perfeito acontecido em 29 de maio, 2010, Roy Halladay do Philadelphia Phillies comprou 60 cronógrafos Riviera Sport 8724 para cada um de seus colegas de time, todo o corpo de treinadores e todo o pessoal da sede do clube, para expressar seu apreço.[21][22][23]
- Diamant – coleção feminina apresentando uma assinatura "diamante oval"[24]
- Iléa – coleção feminina com 30 mm de diâmetro, apresentando um diamante descentralizado na coroa[25]

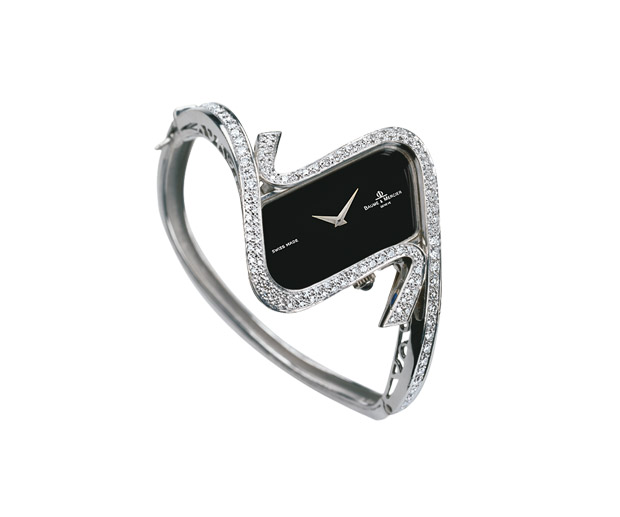
O modelo Galaxie apresentado nos anos 70
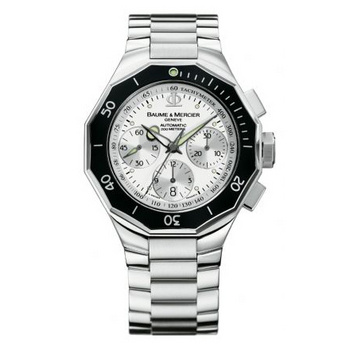
O Cronógrafo Riviera Sport 8724